# دهستان امامزاده آقاعلی عباس
دهستان امامزاده آقاعلی عباس نام دهستانی در بخش امامزاده شهرستان نطنز، استان اصفهان در ایران است.

## جمعیت
براساس سرشماری مرکز آمار ایران در سال ۱۳۸۵، جمعیت آن ۲۱۷۴ نفر (۶۱۳ خانوار) بوده‌است.